# Distretto di Ksar Sbahi
Il distretto di Ksar Sbahi è un distretto della provincia di Oum el Bouaghi, in Algeria, con capoluogo Ksar Sbahi.

## Comuni
Sono comuni del distretto:
- Ksar Sbahi